# Rhodesiella indicum
Rhodesiella indicum är en tvåvingeart som beskrevs av Cherian 1992. Rhodesiella indicum ingår i släktet Rhodesiella och familjen fritflugor.
Artens utbredningsområde är Orissa (Indien). Inga underarter finns listade i Catalogue of Life.